# Simone Ashley
Simone Ashley, pseudonimo di Simone Ashwini Pillai (Camberley, 30 marzo 1995), è un'attrice britannica.

## Biografia
Nata a Camberley in una famiglia sri lankese, Simone Ashley ha studiato recitazione alla Redroofs Theatre School e si è poi laureata all'Arts Educational School di Londra. Ha fatto il suo esordio televisivo nel 2016 nella serie televisiva Wolfblood - Sangue di lupo, a cui sono seguiti ruoli minori in Guilt, Broadchurch, Strike, L'ispettore Coliandro e Doctors.
Nel 2018 ha fatto il suo debutto sul grande schermo in Boogie Man e dal 2019 al 2021 ha interpretato il ruolo ricorrente di Olivia Hanan nella serie televisiva di Netflix Sex Education. Nel 2022 interpreta la co-protagonista Kate Sharma nella seconda stagione di Bridgerton.
Nel 2023 è protagonista dello spot televisivo The Bet, per la campagna pubblicitaria diretta da Grant Heslov e curata dall'agenzia pubblicitaria McCann Worldgroup, per la gamma Vertuo di Nespresso, al fianco di George Clooney e di Julia Garner, quest'ultima attrice assurta a notorietà grazie alla serie televisiva Ozark (2017-2022). Nel 2023, Ashley interpreta Indira, una sorella di Ariel nell'adattamento cinematografico live-action del film d'animazione Disney del 1989 La Sirenetta.
Nel 2022, Ashley è stata inserita nella lista di Forbes, 30 Under 30, nella lista di Time, Time100 Next, ed è apparsa sulla copertina di dicembre 2022 dell'edizione britannica di Vogue.

## Filmografia

### Attrice

#### Cinema
- Boogie Man, regia di Andrew Morahan (2018)
- Kill Ben Lyk, regia di Erwan Marinopoulos (2018)
- Sparrow, regia di Ali Kurr - cortometraggio (2018)
- Pokémon: Detective Pikachu (Detective Pikachu), regia di Rob Letterman (2019)
- La sirenetta  (The Little Mermaid), regia di Rob Marshall (2023)
- Scatta l'amore  (Picture This), regia di Prarthana Mohan (2025)

#### Televisione
- Wolfblood - Sangue di lupo (Wolfblood) – serie TV, episodi 4x11-4x12 (2016)
- Guilt – serie TV, episodio 1x06 (2016)
- Broadchurch – serie TV, episodi 3x04-3x07 (2017)
- Strike – serie TV, episodio 1x03 (2017)
- L'ispettore Coliandro – serie TV, episodio 6x01 (2017)
- Doctors – soap opera, episodio 19x129 (2018)
- Casualty – serie TV, episodio 33x37 (2018)
- Lie of You, regia di Richard Redwine - film TV (2019)
- The Sister – miniserie TV, episodi 1x01-1x03-1x04 (2020)
- Sex Education – serie TV, 15 episodi (2019-2021)
- Bridgerton – serie TV, 9 episodi (2022-2024)

#### Pubblicità
- Nespresso: The Bet, regia di Grant Heslov (2023)

### Doppiatrice
- Dieci vite (10 Lives), regia di Christopher Jenkins (2024)

## Doppiatrici italiane
Nelle versioni in italiano delle opere in cui ha recitato, Simone Ashley è stata doppiata da:
- Giulia Franceschetti in Bridgerton, La Sirenetta
- Marta Filippi in Sex Education
- Rossa Caputo in Scatta l'amore